# 탈선 춘향전 (드라마)
《탈선 춘향전》은 한국방송공사 1TV 특집드라마이다.

## 기획 의도
고전 춘향전을 코믹하게 재구성하여 그려낸 쇼드라마

## 제작진
- 극본 : 이재현
- 연출 : 박경식

## 출연진
- 김난영
- 나미
- 유지인 : 성춘향 역
- 이용
- 이주일
- 임동진 : 변학도 역
- 임희춘
- 한진희